# Gaotang, Fujian
Gaotang (kinesiska: 高唐) är en köping i sydöstra Kina. Den ligger i Jiangle härad i staden Sanming i provinsen Fujian, omkring 190 kilometer nordväst om provinshuvudstaden Fuzhou. Antalet invånare är 9 352. Befolkningen består av 4 486 kvinnor och 4 866 män. Barn under 15 år utgör 16,0 %, vuxna 15-64 år 72 %, och äldre över 65 år 10,0 %.